# Sempre Battisti
Sempre Battisti è il quarto album in studio del gruppo Coro degli Angeli e il secondo dedicato alle canzoni di Lucio Battisti.

## L'album
Segna il rientro dei fratelli Andrea Poddighe e Antonio Poddighe nella band.
Con arrangiamenti del pianista Pietro Fara è stato prodotto da Franco Idini per la Tekno Records e registrato e mixato a giugno del 1989 dal fonico Marcello Todaro ex chitarrista della band Banco del Mutuo Soccorso.

## Tracce
1. Il mio canto libero – 6:52
2. Amore caro, amore bello – 3:44
3. Mi ritorni in mente – 4:25
4. La canzone del sole – 5:13
5. Con il nastro rosa – 3:37
6. Fiori rosa fiori di pesco – 3:35
7. La luce dell'est – 6:17
8. Anna – 4:38

## Musicisti
- Andrea Poddighe - voce, cori
- Antonio Poddighe- voce, cori
- Pietro Fara - tastiere, pianoforte e cori
- Nando Esposito - basso, cori
- Giampaolo Conchedda - batteria
- Margherita Vargiu, Imperio, Rino Cossa, Pinuccio Cossu  - cori